# Echeveria lilacina
Echeveria lilacina är en fetbladsväxtart som beskrevs av M. Kimnach och R. Moran. Echeveria lilacina ingår i släktet Echeveria och familjen fetbladsväxter. Inga underarter finns listade i Catalogue of Life.

## Bildgalleri

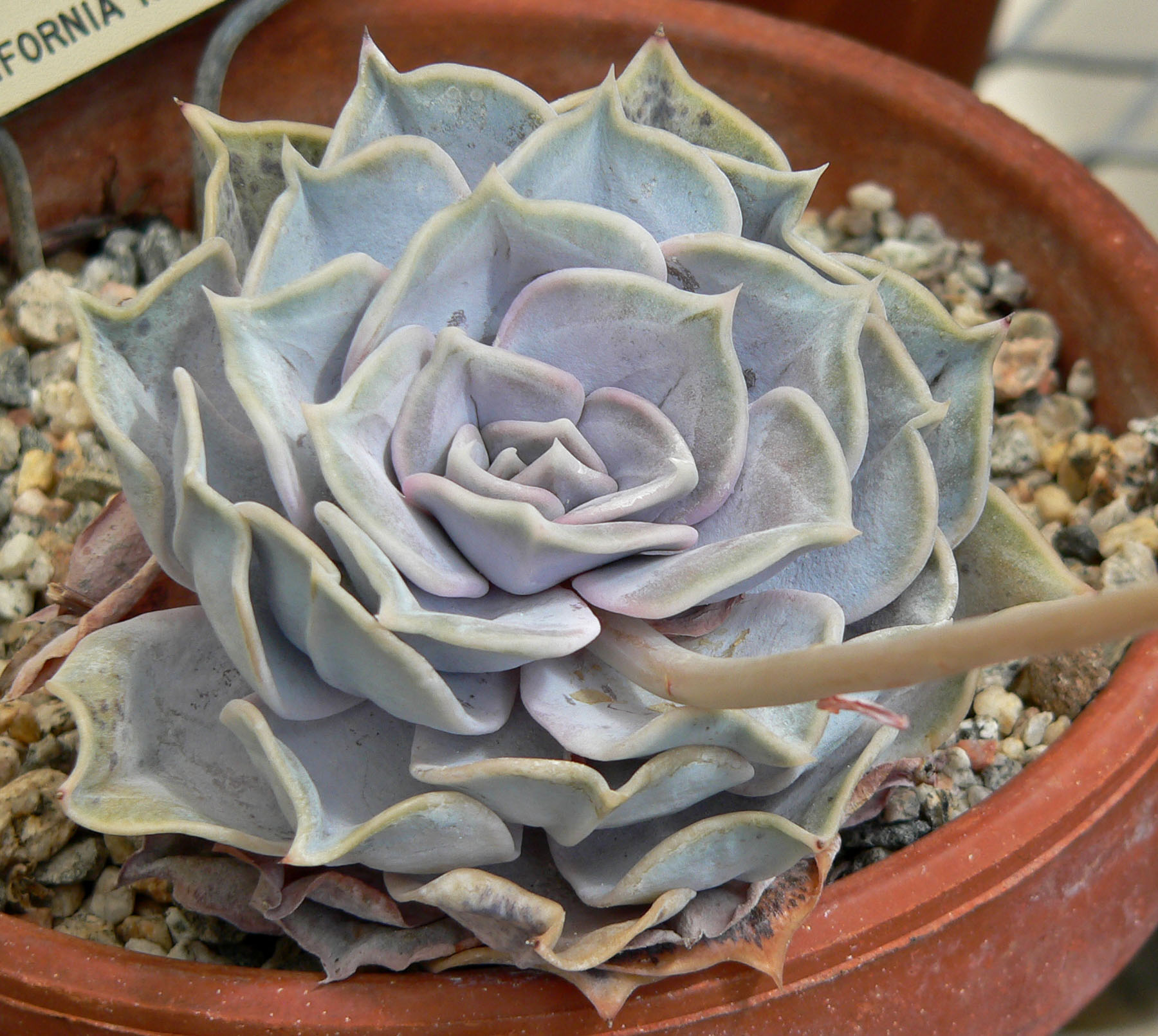
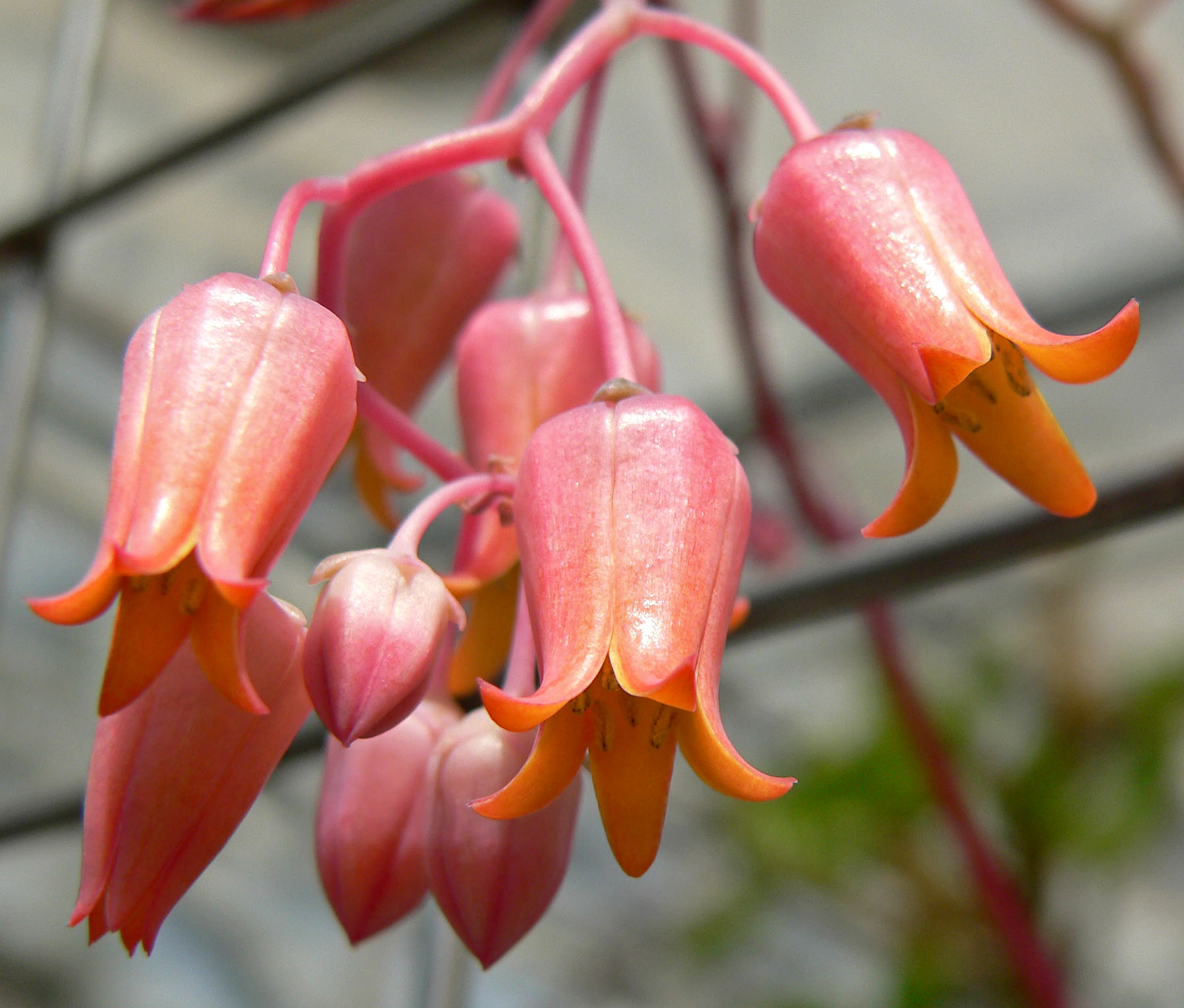